# Ниагарское ущелье
Ниагарское ущелье — каньон длиной 11 км, вырезанный рекой Ниагара вдоль канадско-американской границы, между американским штатом Нью-Йорк и канадской провинцией Онтарио.  Начинается у подножья Ниагарского водопада и заканчивается вниз по реке на краю геологической формации, известной как Ниагарский уступ, недалеко от Квинстона, Онтарио, где водопад возник около 12 500 лет назад. Водопад постепенно сдвигается вверх по течению в сторону озера Эри из-за медленной эрозии падающими водами твердого доломита Локпорта в русле реки (форма известняка, которая является поверхностной породой откоса) в сочетании с быстрой эрозией относительно мягких слоев под ним. Эрозия является причиной возникновения ущелья.
Сила течения реки в ущелье одна из самых мощных в мире; из-за опасностей, которые это представляет, сплав по ущелью на байдарках обычно запрещен. Неоднократно пороги ущелья уносили жизни людей, пытавшихся их преодолеть.  Однако в отдельных случаях экспертам мирового класса разрешалось перемещаться по этому участку.  Туристы могут пересечь пороги Ниагарского ущелья во время коммерческих туров на прочных реактивных катерах, которые базируются в Ниагара-он-те-Лейк, Онтарио, в Льюистоне, штат Нью-Йорк, в Янгстауне, штат Нью-Йорк, и в середине лета в природном центре Ниагара-Глен на Ниагарском бульваре в Онтарио. 

## В популярной культуре
В фильме 1980 года «Супермен 2» есть сцена в ущелье, где Лоис Лейн пытается заставить Кларка Кента признаться, что он Супермен, «случайно» упав в реку, тем самым вынудив его её спасти. 

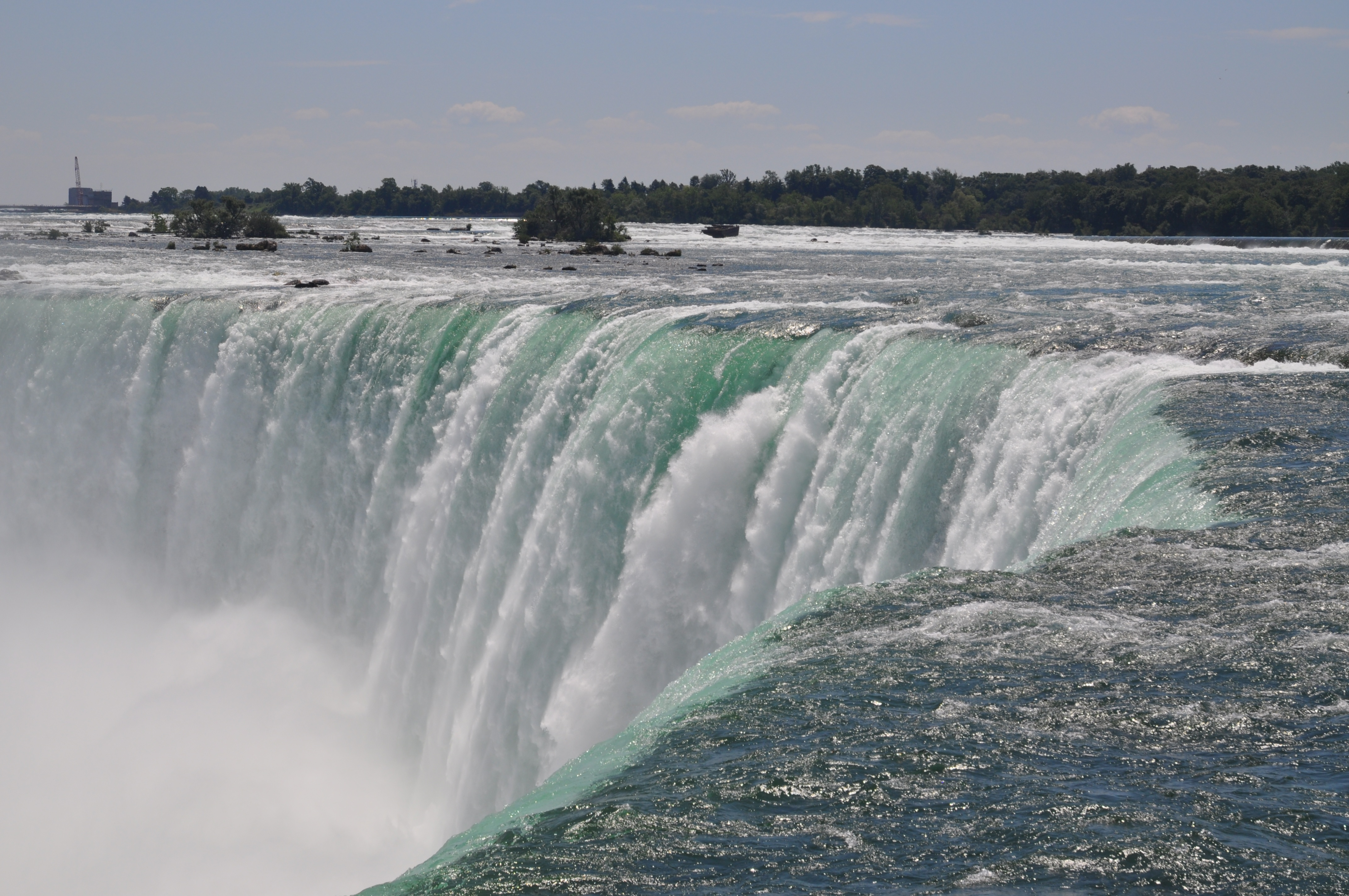
Река Ниагара впадает в ущелье у водопада и на протяжении тысячелетий прорезает ущелье через Ниагарский уступ
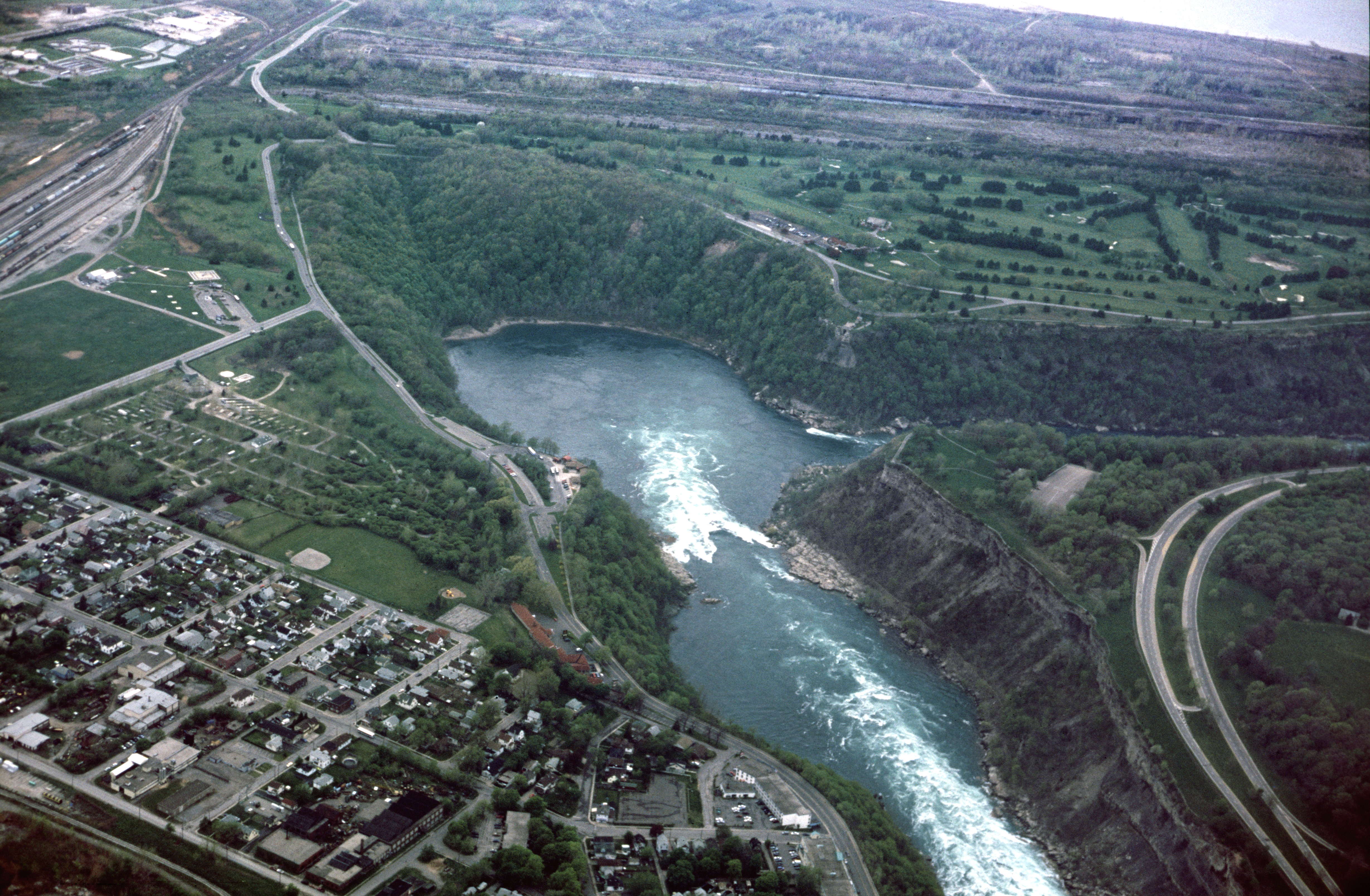
Бассейн водоворота реки Ниагара в Ниагарском ущелье.
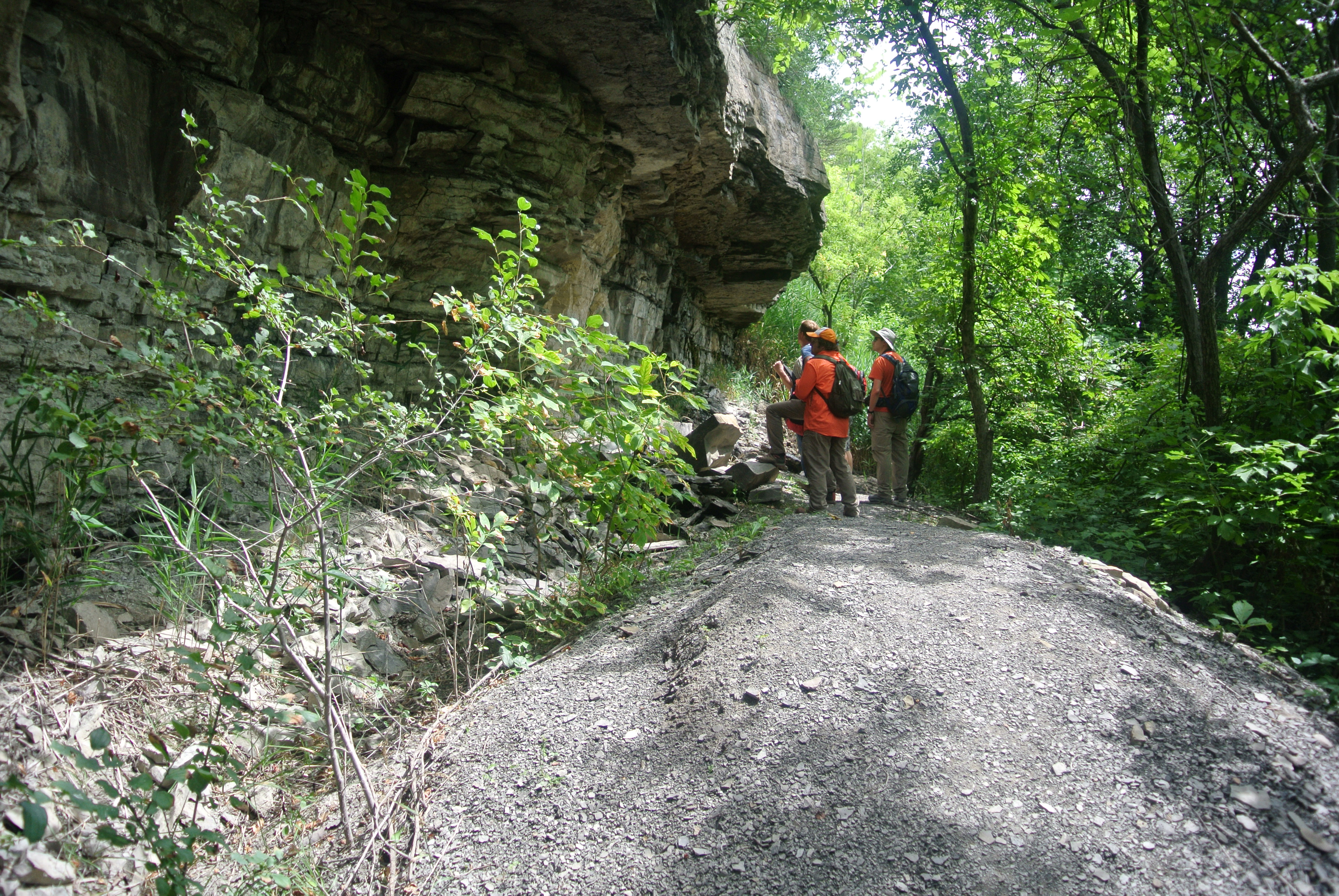
Тропа Ниагарского ущелья возле моста Льюистон-Квинстон .